# Kapitanat Minas Gerais
Das Kapitanat Minas Gerais war eine Verwaltungseinheit des kolonialen Brasiliens (Brasil Colônia), die am 2. Dezember 1720 aus der Teilung des Kapitanats São Paulo e Minas de Ouro entstand. Seine Hauptstadt war Vila Rica.

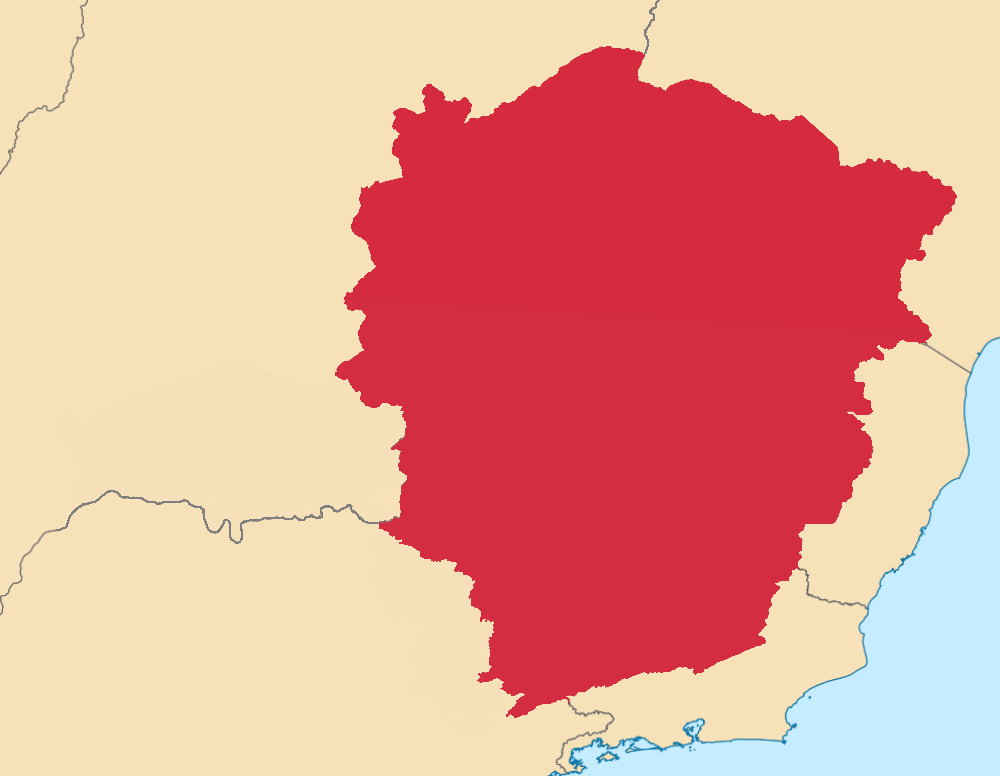
Kapitanat Minas Gerais im Jahr 1720. Ursprünglich umfasste das Gebiet nicht nur die Region des Sertão da Farinha Podre (das heutige Triângulo Mineiro, das 1816 eingemeindet wurde) und das linke Ufer der Flüsse Sapucaí und Rio Grande (1764 eingemeindet).

Am 28. Februar 1821 wurde es zu einer Provinz, die mit der Ausrufung der Republik zum heutigen Bundesstaat Minas Gerais wurde.
Im Jahr 1816 wurde das Gebiet, das als Julgado do Desemboque und auch als Sertão da Farinha Podre bekannt ist und dem späteren Triângulo Mineiro entspricht, durch eine königliche Charta (Carta régia) von João VI. von Portugal dem Kapitanat Minas Gerais angegliedert, der sich vom Kapitanat Goiás löste.